# Zenodotos
Zenodotos (grekiska Ζηνόδοτος) var en grekisk grammatiker från Efesos som levde och verkade i Alexandria under 200-talet f.Kr. som den förste föreståndaren för biblioteket i Alexandria. Zenodotos gjorde sig bemärkt i synnerhet genom kritisk bearbetning av de homeriska texterna och gjorde bland annat gällande att bland de dikter som vid den tiden var kända under Homeros namn endast Iliaden och Odysséen är att anse som äkta.